# Ooperipatus costatus
Ooperipatus costatus är en klomaskart som beskrevs av Reid 1996. Ooperipatus costatus ingår i släktet Ooperipatus och familjen Peripatopsidae. Inga underarter finns listade i Catalogue of Life.